# Уитстабл
Уи́тстабл (англ. Whitstable [ˈwɪtstəbəl, ʍ-]) — город в графстве Кент Юго-Восточной Англии, входит в состав района Сити-оф-Кентербери.
Город расположен на берегу Северного моря на юго-востоке Англии. Население 30 тыс. человек (2001). Город известен в Англии своими устрицами.
Замок, отстроенный в 18 веке английским бизнесменом, является главной достопримечательностью города. В 1935 году здание было выкуплено городскими властями. Это отличная площадка для свадеб и прочих праздников, ведь вокруг замка есть чудесный сад, а на территории — оранжерея. Летом в саду замка пенсионеры в белоснежных костюмчиках играют в боулинг, проводятся выставки картин, есть замечательная детская площадка.
На пляжах Уитстабла в хорошую погоду кипит жизнь: отдыхающие приезжают покупаться на море, позагорать, порыбачить, покататься на яхтах, позаниматься водными видами спорта — дайвингом, серфингом. На побережье есть несколько небольших отелей, жилые дома и множество маленьких деревянных рыбацких домиков без удобств, с небольшой кроватью и столиком — походный вариант для отдыха на море.
В гавани расположено много рыбных ресторанчиков, фаст-фуд (знаменитые английские фиш&чипс), рынок, где можно купить фрукты, рыбу, картины с видами города и моря, различные сувениры и одежду. Кроме устриц и разнообразной рыбы, в местных ресторанах можно заказать свежевыловленных из моря омаров на гриле и заплатить раза в два, а то и три дешевле, чем в Лондоне. Правда, подают лобстеров здесь своеобразно, по-английски — с картошкой-фри (chips) и кетчупом.
В Уитстабле, как и в любом другом английском городе или крупном районе, есть своя главная улица — High street. Она даже вошла в рейтинг самых характерных английских улиц какого-то британского журнала по количеству и разнообразию магазинов, кафе, банков и небольших предприятий. High street постепенно переходит в подобную ей Harbour street.